# Germani corporis custodes
Germani corporis custodes — личные телохранители римских императоров.
После покорения римским полководцем Друзом в 12 году до н. э. батавов это племя стало верными союзниками Римской империи. Вскоре после этого император Октавиан Август начал набирать из батавов личных телохранителей. Этот выбор был обусловлен тем, что они были отличными наездниками. Новое подразделение получило название Germani corporis custodes («германские телохранители»). Корпус в основном был конным. Историк Иосиф Флавий сообщает, что Germani corporis custodes командовал хилиарх. У римлян же этот начальник носил титул curator Germanorum.
Корпус батавов был распущен после разгрома Вара в Тевтобургском Лесу в 9 году. Корпус носил неофициальный характер, фактически все его члены были рабами императора, но некоторые из них могли быть вольноотпущенниками. Корпусом командовал один из слуг императора или раб. Ко смерти Августа в 14 году корпус был заново восстановлен. При Калигуле подразделение приобрело воинский статус. Гальба распустил батавский корпус, но Траян, по всей видимости, вновь воссоздал его. Члены корпуса не могли стать офицерами. Преемниками батавских корпусов были equites singulares.